# 二氯二氨合锌
二氯二氨合锌是一种配位化合物，化学式为(H3N)2ZnCl2。它可由氯化锌、氯化铵和氨在水溶液中反应得到，或由氯化锌和氨在乙醇中反应制得。
在锌空气电池使用中，它和Zn5(OH)8Cl2·H2O会沉积在电极上形成钝化层，并使电池的充放电性能下降。

## 延伸阅读
- 唐瑜钟; 陈志传; 萧作平; 童张法. 二氯二氨锌的制备及性质. 有色金属(冶炼部分), 2011. 8.